# Liste der Monuments historiques in Savigny-sous-Faye
Die Liste der Monuments historiques in Savigny-sous-Faye führt die Monuments historiques in der französischen Gemeinde Savigny-sous-Faye auf.

## Liste der Bauwerke
| Bezeichnung      | Beschreibung              | Standort | Kennzeichnung | Schutzstatus | Datum | Bild |
| ---------------- | ------------------------- | -------- | ------------- | ------------ | ----- | ---- |
| Kirche St-Pierre | Erbaut im 12. Jahrhundert | (Lage)   | PA00105723    | Classé       | 1994  |      |

## Liste der Objekte
- Monuments historiques (Objekte) in Savigny-sous-Faye in der Base Palissy des französischen Kultusministeriums